# Бревенецьке поселення
Бревенецьке поселення — археологічна пам'ятка 5 тисячоліття до н. е. — XIII ст. Міститься за 1,8 км від південно-східної околиці с. Кезі Ріпкинського району на невеликому острові, утвореному рукавами безіменного струмка (ліва притока р. Свишні, басейну р. Білоус) в урочищі Бревенець.
Відкрите 1984 р., обстежувалося 1986 р. Площа — 2 га. У найнижчій, західній частині поселення виявлена кераміка епохи неоліту (IV–III тис. до н. е.) і бронза XVII–XVI ст. до н. е. (середньодніпровська і тшинецька культури). На решті території зустрічаються окремі фрагменти кераміки пізньої бронзи і ранньої залізної доби.
Поселення містить артефакти підгірцівсько-милоградської та київської культур.
Наймасовішим є давньоруський матеріал 10–11 ст. Досліджено 5 будівель і господарські ями 10–13 ст.
Знахідки зберігаються у фондах Чернігівського історичного музею.